# Steve Zakuani
Steve Zakuani, né le 9 février 1988 à Kinshasa, République démocratique du Congo, est un footballeur anglo-congolais. Il est sélectionné pour la première fois avec son pays lors d'un match amical contre le Mali en novembre 2010. Son frère, également  Gabriel est également international congolais.

## Biographie
Né a Kinshasa, et originaire du quartier de Gombe, il quittera le Congo à quatre ans pour l'Angleterre, son père ayant trouvé un emploi de traducteur. Lui et sa grande famille vont donc s'installer dans la banlieue mal famée de Londres. La plupart de son entourage sombrait dans la délinquance. Jouant au foot dans son quartier, il est repéré par le club d'Arsenal qui l'intègre à son centre de formation. Mais il se blesse gravement à cause d'un accident de scooter.

### Carrière en club
Le centre de formation d'Arsenal étant plein, il est repéré par le centre de formation de l'AZ Alkmaar, mais les tests ne se révèlent pas concluants. Il voyage finalement aux États-Unis, où il joue avec les Zips de l'Université d'Akron et avec les Internationals de Cleveland en PDL lors de l'été 2008. 
En janvier 2009, il signe un contrat Génération Adidas avec la Major League Soccer et est le premier choix du MLS SuperDraft et rejoint ainsi la nouvelle franchise d'expansion des Sounders de Seattle. Il s'impose rapidement dans l'équipe.

### Blessure et retrait
Lors d'un match de championnat contre les Rapids du Colorado, il est victime d'un effroyable tacle de Brian Mullan le 22 avril 2011 qui lui éclate la jambe net et brise sa saison 2010 jusqu'à présent excellente (six matchs, deux buts, trois passes décisives) ainsi qu'une bonne partie de la suivante. Il effectue son retour à la compétition en juillet 2012, contre les Rapids Colorado et Brian Mullan. À l'issue de la rencontre, les deux joueurs s'offrent une accolade et s'échangent leurs maillots. Malgré tout, jamais Steve Zakuani ne retrouve son niveau antérieur à la blessure. C'est cette blessure (et les complications qu'elle a engendré) qui, le 29 octobre 2014, soit plus de trois ans plus tard, le force à annoncer sa retraite à seulement vingt-six ans.

### Carrière internationale
Après avoir beaucoup hésité sur l'avenir de sa carrière internationale. Il opte finalement pour la République démocratique du Congo. Il est retenu pour la première fois par Robert Nouzaret pour un match contre le Mali. Titulaire, il joue toute la rencontre.

## Statistiques
| Saison                | Club                  | Championnat           | Championnat | Championnat | Coupe(s) nationale(s) | Coupe(s) nationale(s) | Compétition(s) continentale(s) | Compétition(s) continentale(s) | Compétition(s) continentale(s) | Séries | Séries | Total | Total |
| Saison                | Club                  | Division              | M.          | B.          | M.                    | B.                    | Comp.                          | M.                             | B.                             | M.     | B.     | M.    | B.    |
| 2009                  | Sounders de Seattle   | MLS                   | 29          | 4           | 4                     | 0                     | -                              | -                              | -                              | 2      | 0      | 35    | 4     |
| 2010                  | Sounders de Seattle   | MLS                   | 29          | 10          | 3                     | 0                     | LCC                            | 3                              | 0                              | 2      | 1      | 37    | 11    |
| 2011                  | Sounders de Seattle   | MLS                   | 6           | 2           | 2                     | 0                     | LCC                            | 0                              | 0                              | 0      | 0      | 8     | 2     |
| 2012                  | Sounders de Seattle   | MLS                   | 8           | 1           | 0                     | 0                     | LCC                            | 1                              | 1                              | 3      | 0      | 12    | 2     |
| 2013                  | Sounders de Seattle   | MLS                   | 8           | 0           | 0                     | 0                     | LCC                            | 3                              | 0                              | 0      | 0      | 11    | 0     |
| Sous-total            | Sous-total            | Sous-total            | 80          | 17          | 7                     | 0                     | -                              | 7                              | 1                              | 7      | 1      | 101   | 19    |
| 2014                  | Timbers de Portland   | MLS                   | 17          | 0           | 2                     | 0                     | LCC                            | 1                              | 1                              | -      | -      | 20    | 1     |
| Total sur la carrière | Total sur la carrière | Total sur la carrière | 97          | 17          | 9                     | 0                     | -                              | 8                              | 2                              | 7      | 1      | 121   | 20    |

## Vie privée
Il aime regarder des comédies africaines, faire la fête, passer du temps libre avec ses coéquipiers et retourner à Londres qu'il considère comme sa ville. Très attaché à son pays, il voyage régulièrement également à Kinshasa, sa ville natale. Il a également créé une association qui vient en aide aux enfants handicapés appelée Kingdom Hope.

## Galerie

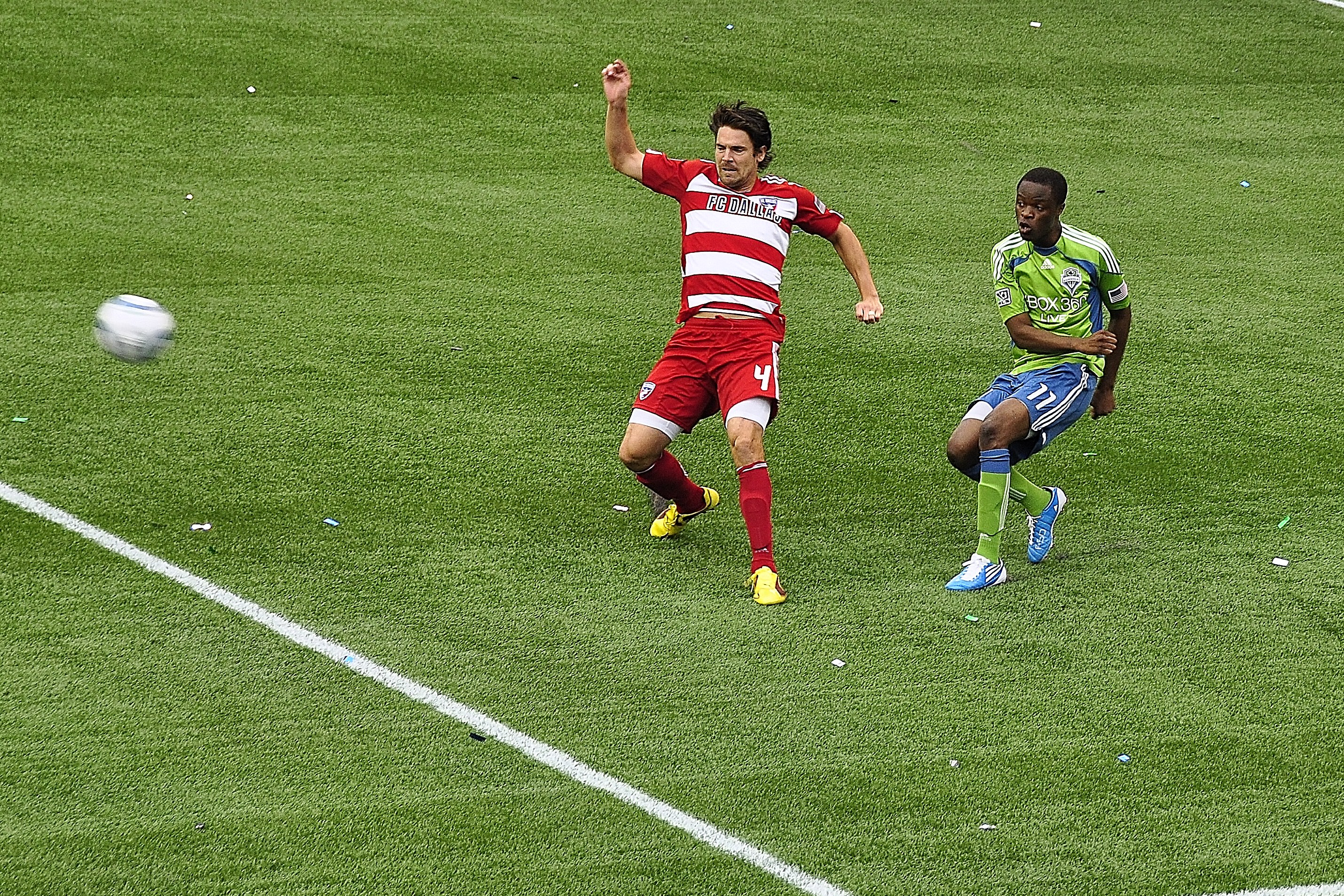
Contre Dallas.
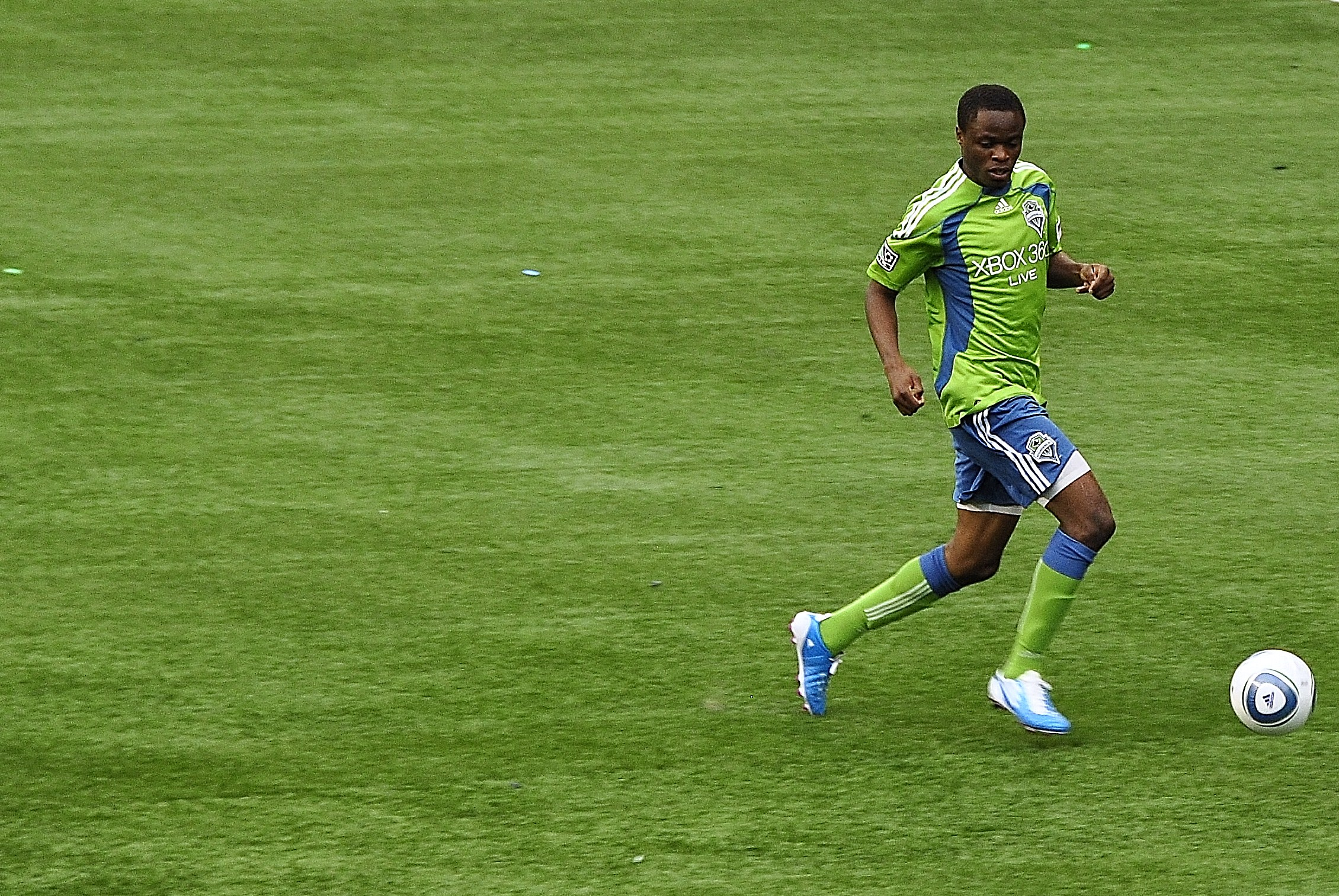
Contre Dallas.
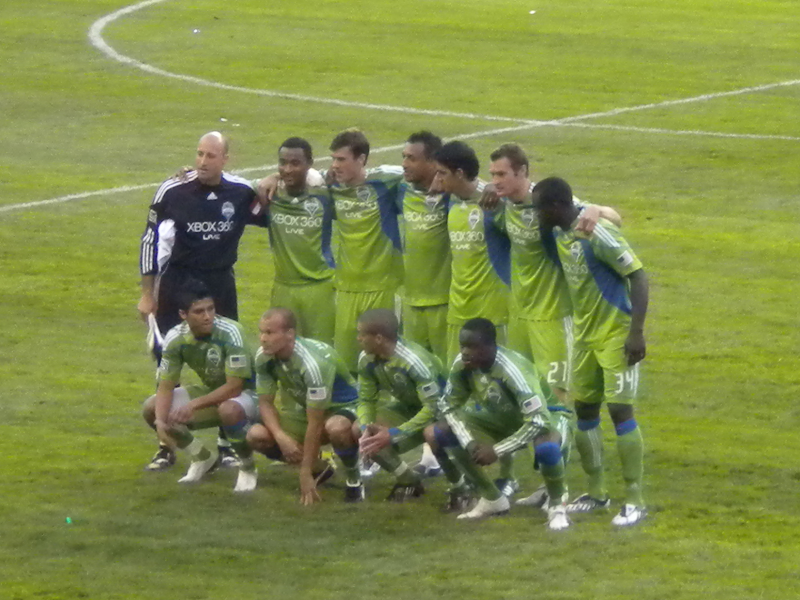
En 2010 contre Barcelone.
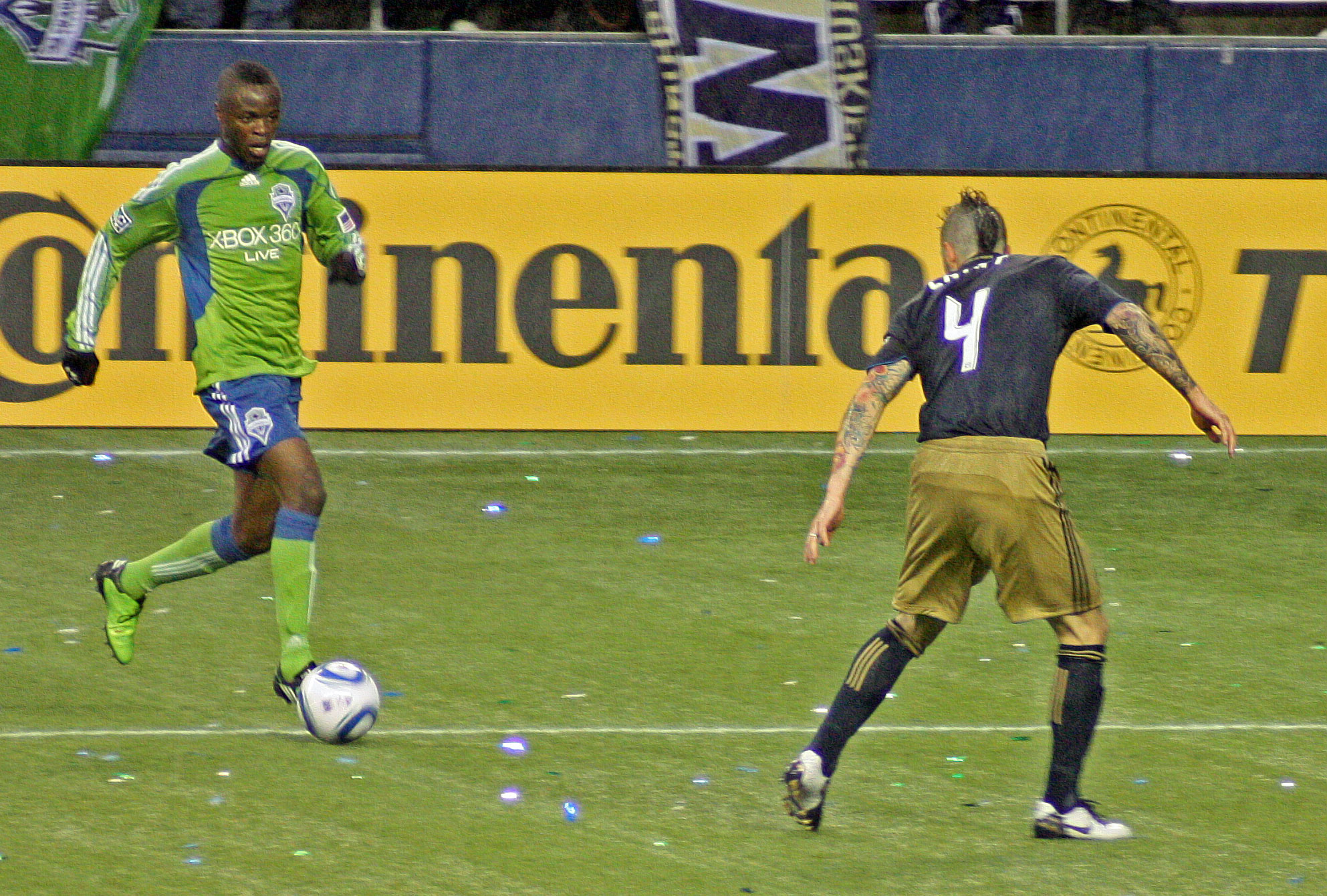
Contre Philadelphie.
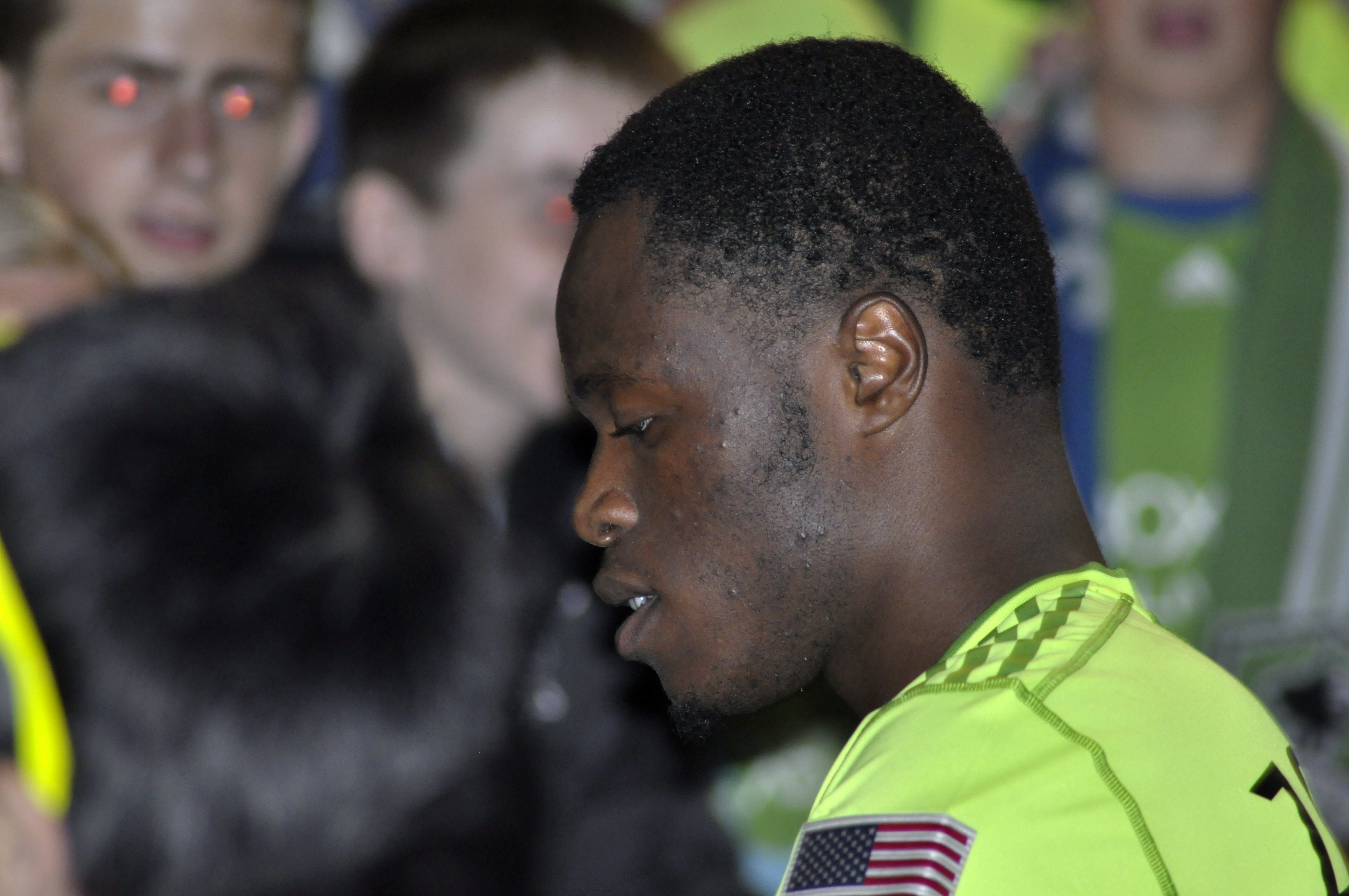
Signant des autographes
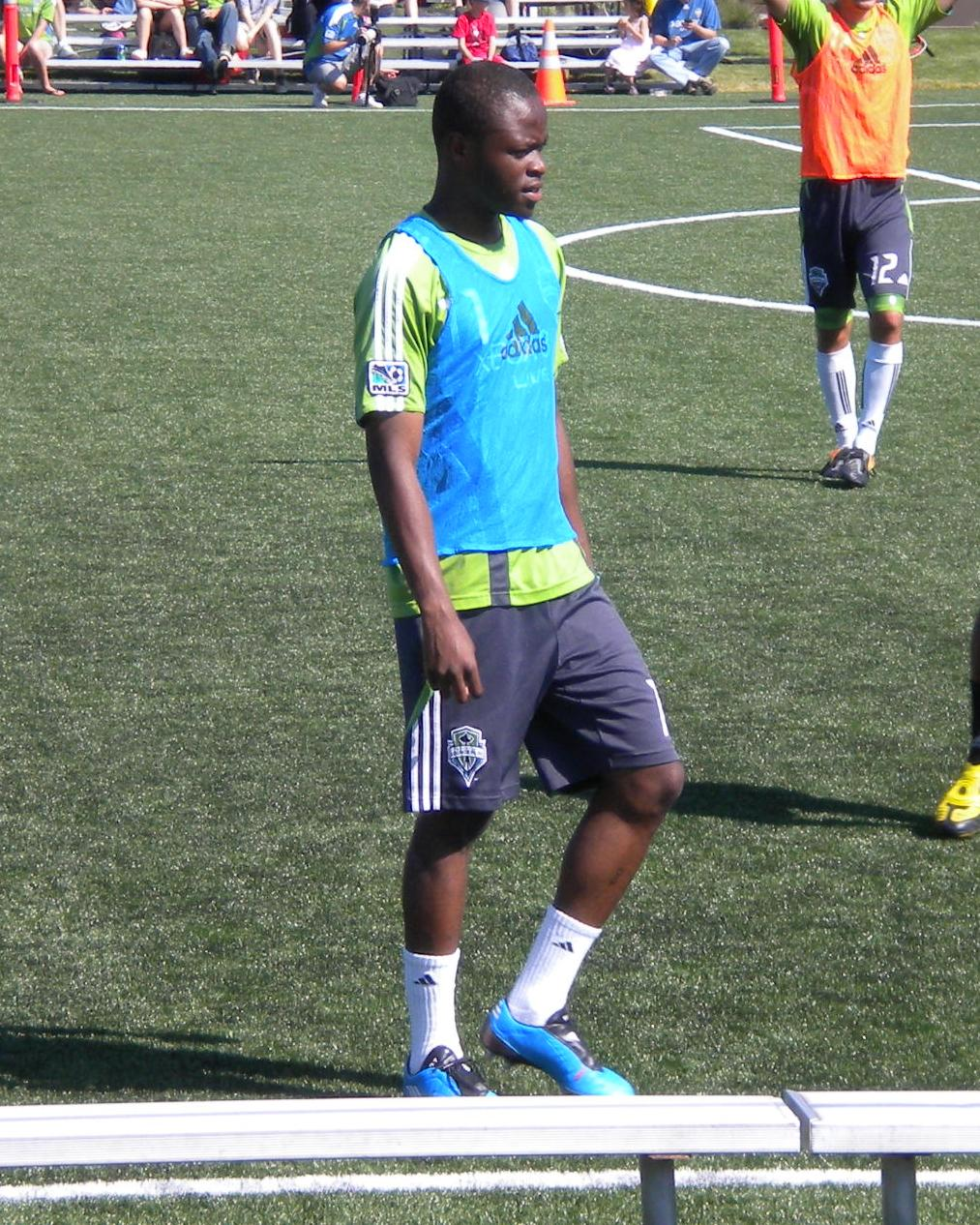
À l'échauffement.